# Włodzimierz Migoń

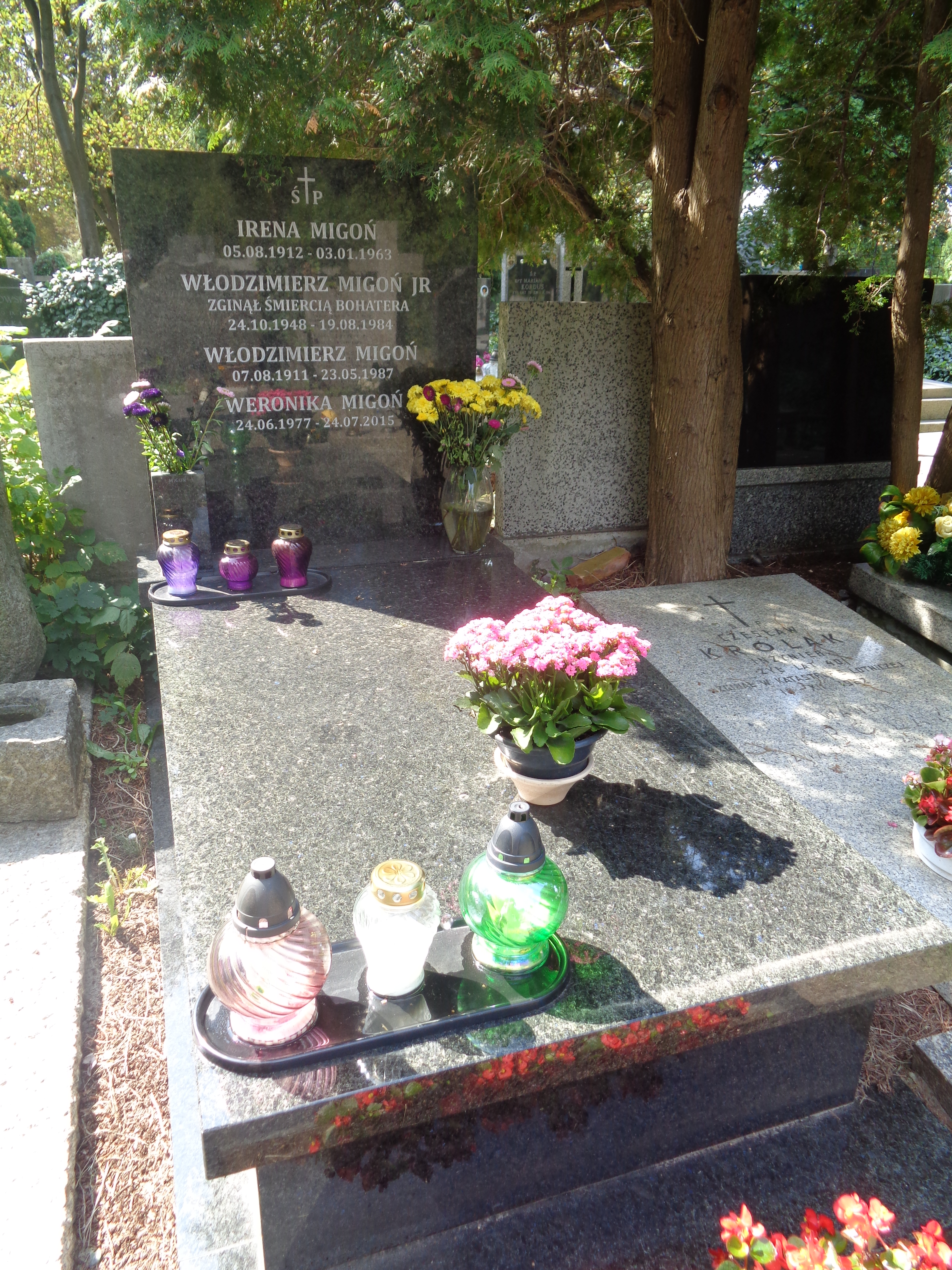
Grób Włodzimierza Migonia na Cmentarzu Wojskowym na Powązkach

Włodzimierz Migoń (ur. 7 sierpnia 1911 w Tarnowie, zm. 23 maja 1987 w Warszawie) – dyplomata, przewodniczący Wojewódzkich Rad Narodowych (WRN) w Szczecinie (1950 i 1957–1962), Poznaniu (1950–1953) i Lublinie (1954–1955).

## Życiorys
Przez 2 lata studiował prawo w Poznaniu, działał w Związku Polskiej Młodzieży Demokratycznej. 1932–1934 pracował w Śląskim Urzędzie Wojewódzkim. W 1941 wstąpił do Związku Walki Zbrojnej (ZWZ). Po wojnie został pełnomocnikiem Ministerstwa Rolnictwa i Reform Rolnych w Żninie, gdzie do 1948 był starostą. Następnie został wicewojewodą poznańskim, a w 1949 szczecińskim. W 1950 był przewodniczącym WRN w Szczecinie, a 1950–1953 w Poznaniu. 1953–1954 był starszym instruktorem w Urzędzie Rady Ministrów. 1954–1955 przewodniczący WRN w Lublinie, po powrocie do Warszawy do 1957 był sekretarzem i zastępcą szefa Kancelarii Rady Państwa. Po 1962 przeszedł do służby dyplomatycznej i został powołany na stanowisko ambasadora PRL w Gwinei. 
Pochowany na Cmentarzu Wojskowym na Powązkach w Warszawie (kwatera BII30-3-11).

## Odznaczenia
- Order Sztandaru Pracy II klasy (1959)[3]